# Mads Hansen (håndbolddommer)
 Der er flere personer med dette navn, se Mads Hansen.
Mads Hansen (født 28. maj 1977) er en dansk håndbolddommer, debuterede som dommer i 1. division i 1999 og i ligaen i 2000. Pr. juli 2011 har han dømt 160 ligakampe, 10 1. divisionkampe, fire DM-finaler og 115 internationale kampe. Han har dømt (semi)finalerne i Cup Winner's Cup 2008, VM semifinale 2007 samt to EM-finaler. Han blev også udtaget til at dømme ved kvinde-VM i 2011 sammen med Martin Gjeding. 